# Immunotoxine
Une immunotoxine est une protéine fabriquée en assemblant un anticorps à une toxine. 

## Mécanismes biochimiques
Lorsque la protéine se lie à une cellule présentant un anticorps correspondant, elle pénètre dans la cellule par endocytose, et la toxine tue cette cellule. 

## Utilisations
Des immunotoxines sont utilisées pour le traitement de certains cancers et de quelques infections virales.